# Pleurotomarie
Pleurotomarie (Pleurotomariidae) – rodzina prymitywnych, reliktowych ślimaków morskich. Muszle w kształcie regularnego stożka, przypominające muszle trochusów, co odzwierciedla się w nazwach łacińskich współcześnie żyjących rodzajów. Różnią się od nich szczeliną, biegnącą wzdłuż ostatniego skrętu przez jego końcową część. Maksymalny znany nam wymiar muszli to 20,7 cm.

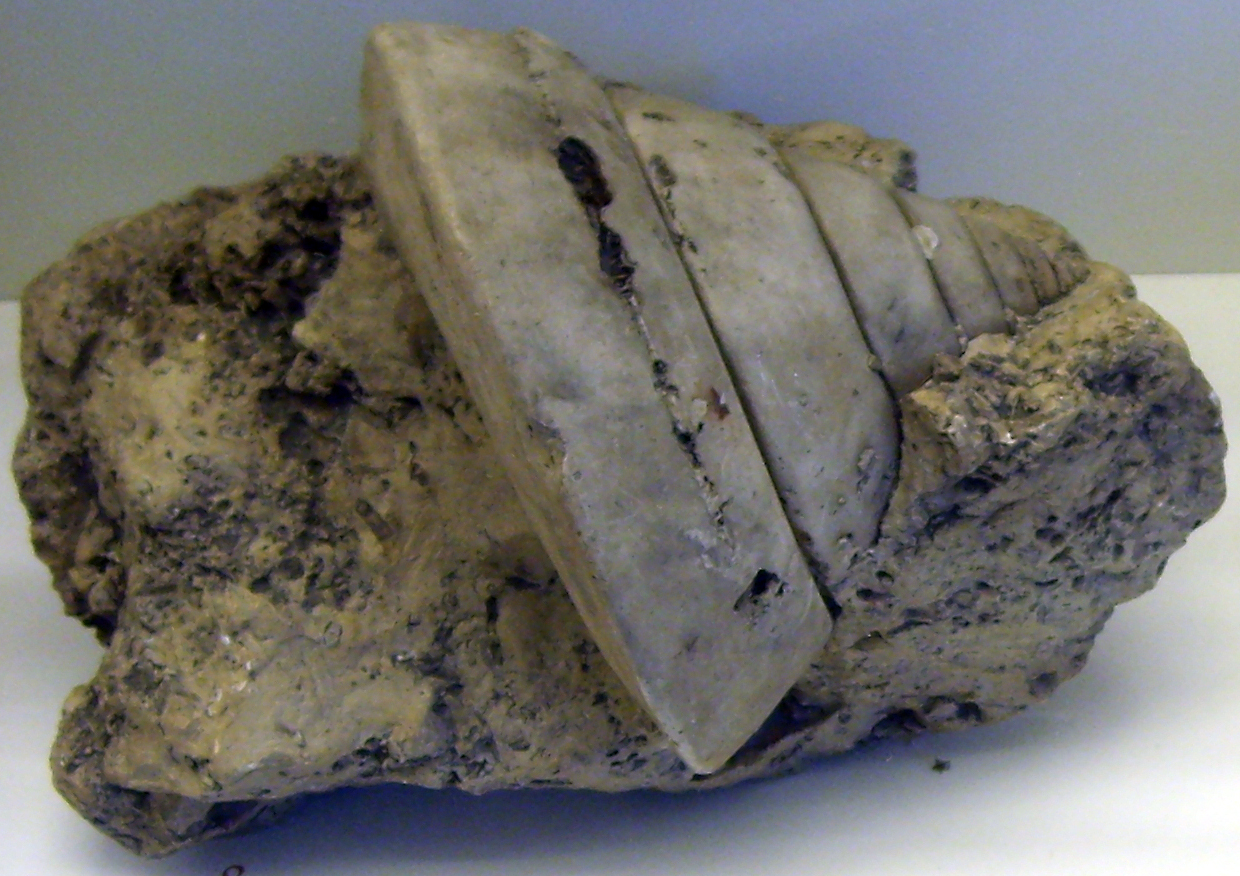
Skamieniała muszla gatunku Leptomaria niloticiformis w Muzeum Geologicznym w Kopenhadze

Pleurotomarie zamieszkują ciepłe morza. Dawni przedstawiciele rodzaju Pleurotomaria występują wokół Japonii, Moluków oraz w Morzu Karaibskim; zasięg całej rodziny nie jest znany, ponieważ pozostała większość gatunków może wykraczać rozmieszczeniem poza te obszary. Przynajmniej część pleurotomarii to gatunki głębinowe, występujące co najmniej do głębokości 3000 m. Ślimaki z tej rodziny znane są od kambru. Ich skamieniałości znajdowane są również na terenie Polski.

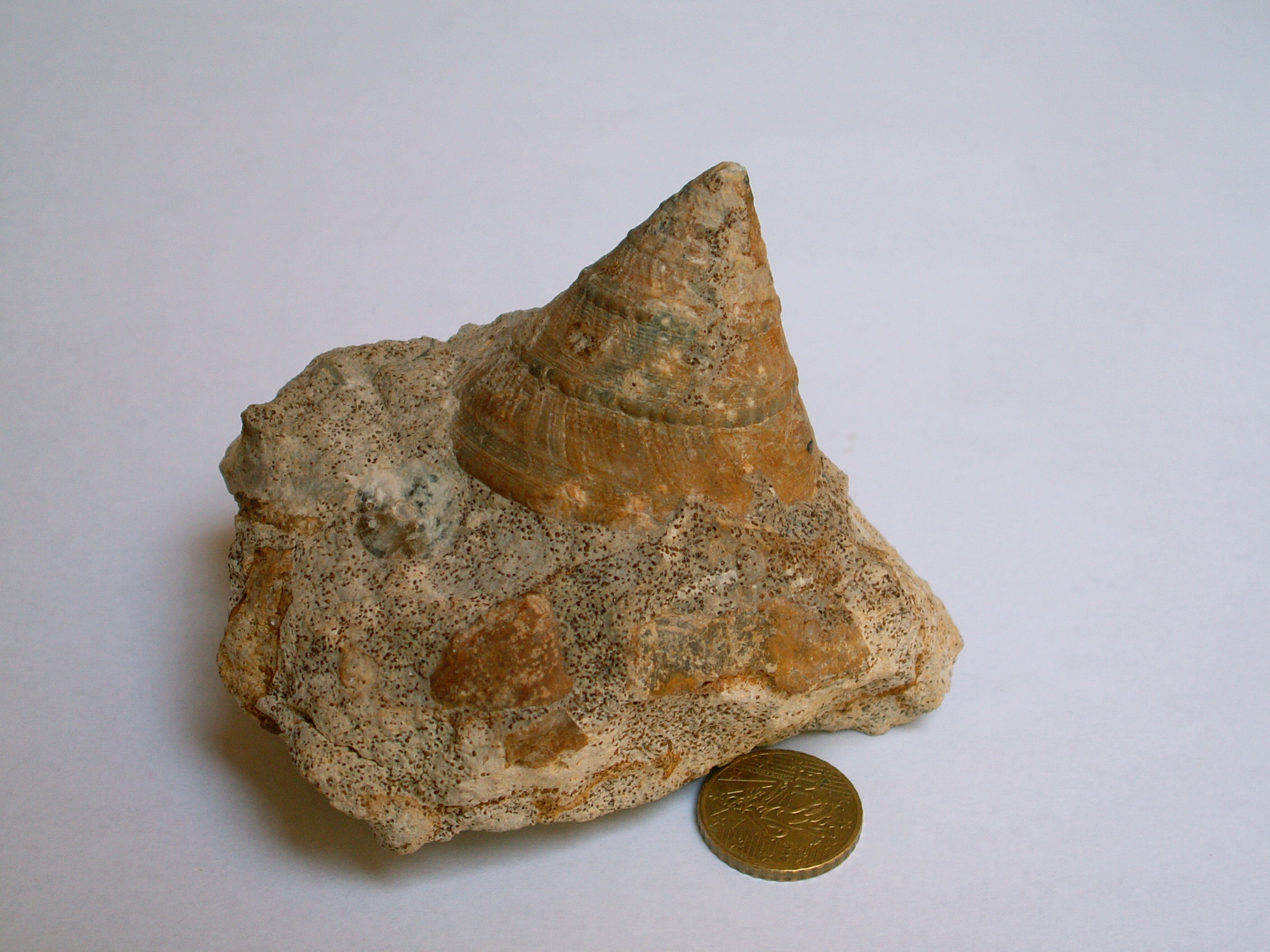
Skamieniała muszla pleurotomarii z rodzaju Pyrgotrochus

## Rodzaje
Do rodziny pleurotomarii zalicza się 5 współcześnie żyjących rodzajów:
- Bayerotrochus Harasewych, 2002
- Bouchetitrochus Harasewych, P. Anseeuw, Zuccon & Puillandre, 2023
- Entemnotrochus P. Fischer, 1885
- Mikadotrochus Lindholm, 1927
- Perotrochus P. Fischer, 1885

oraz rodzaje wymarłe:
- Bathrotomaria L.R. Cox, 1956 †
- Chelotia P. Fischer, 1885 †
- Conotomaria L.R. Cox, 1959 †
- Kamupena Speden, 1962 †
- Leptomaria Eudes-Deslongchamps, 1865 †
- Lukesispira Frýda & Manda, 1997 †
- Mamoeatomaria Begg & Grant-Mackie, 2006 †
- Montospira W.G.H. Maxwell, 1964 †
- Mourlonopsis Fletcher, 1958 †
- Murihikua Begg & Grant-Mackie, 2003 †
- Neoplatyteichum W.G.H. Maxwell, 1964 †
- Obornella L.R. Cox, 1959 †
- Pareuryalox O. Haas, 1953 †
- Platyteichum K.S.W. Campbell, 1953 †
- Pleurotomaria Defrance, 1826 †
- Pyrgotrochus P. Fischer, 1885 †
- Rasatomaria Pieroni & Nützel, 2014 †
- Szabotomaria Monari, Gatto & Valentini, 2017 †
- Tahua Begg & Grant-Mackie, 2003 †
- Talantodiscus P. Fischer, 1885 †
- Walnichollsia Fletcher, 1958 †

Rodzaj pleurotomaria (Pleurotomaria), do którego dawniej zaliczano 8 gatunków obecnie żyjących, dzisiaj jest uważany za grupujący jedynie formy kopalne, a wspomniane gatunki przeniesiono do innych rodzajów. Gatunków kopalnych należących do samego tylko rodzaju Pleurotomaria liczono w 1988 r. kilka setek.